# Brearedssjön
Brearedssjön är en sjö i Halmstads kommun i Halland och ingår i Fylleåns huvudavrinningsområde. Sjön är 13 meter djup, har en yta på 0,388 kvadratkilometer och är belägen 62,4 meter över havet. Brearedssjön ligger i Fylleån Natura 2000-område. Sjön avvattnas av vattendraget Fylleån. Vid provfiske har abborre, braxen, gädda och mört fångats i sjön.

## Delavrinningsområde
Brearedssjön ingår i det delavrinningsområde (629097-133638) som SMHI kallar för Utloppet av Brearedssjön. Medelhöjden är 78 meter över havet och ytan är 1,63 kvadratkilometer. Räknas de 41 avrinningsområdena uppströms in blir den ackumulerade arean 259,37 kvadratkilometer. Avrinningsområdets utflöde Fylleån mynnar i havet. Avrinningsområdet består mestadels av skog (37 procent). Avrinningsområdet har 0,39 kvadratkilometer vattenytor vilket ger det en sjöprocent på 24,1 procent. Bebyggelsen i området täcker en yta av 0,53 kvadratkilometer eller 32 procent av avrinningsområdet.